# Buk-Vlaka
Buk-Vlaka település Horvátországban, Dubrovnik-Neretva megyében. Közigazgatásilag Opuzenhez tartozik.

## Fekvése
Makarskától légvonalban 52, közúton 68 km-re délkeletre, Pločétől légvonalban 10, közúton 17 km-re délkeletre, községközpontjától 4 km-re délnyugatra a Neretva völgyének alsó részén, a Kis-Neretva jobb partján fekszik. A folyó deltavidékét homokzátonyok és kisebb folyóágak tarkítják és amely terület mára már nagyrészt meliorált. 

## Története
A II. világháború után megélénkült a Neretva deltavidékének gazdasági fejlődése. A meliorációs munkák következtében növekedett a megművelhető terület. A mai települést a Slivno községhez tartozó Podgradina és Slivno Ravno, valamint Opuzen város területrészeiből alakították ki. Lakosságát 1953-tól számlálják önállóan, akkor 47 lakosa volt. 2011-ben 492 lakosa volt, akik főként mezőgazdaságból éltek.

## Népesség
| Lakosság változása | Lakosság változása | Lakosság változása | Lakosság változása | Lakosság változása | Lakosság változása | Lakosság változása | Lakosság változása | Lakosság változása | Lakosság változása | Lakosság változása | Lakosság változása | Lakosság változása | Lakosság változása | Lakosság változása | Lakosság változása |
| ------------------ | ------------------ | ------------------ | ------------------ | ------------------ | ------------------ | ------------------ | ------------------ | ------------------ | ------------------ | ------------------ | ------------------ | ------------------ | ------------------ | ------------------ | ------------------ |
| 1857               | 1869               | 1880               | 1890               | 1900               | 1910               | 1921               | 1931               | 1948               | 1953               | 1961               | 1971               | 1981               | 1991               | 2001               | 2011               |
| 0                  | 0                  | 0                  | 0                  | 0                  | 0                  | 0                  | 0                  | 0                  | 47                 | 68                 | 493                | 457                | 680                | 512                | 492                |

(Csak 1991 óta számít önálló településnek. 1953 és 1981 között Buk néven településrész volt.)